# إليمونيشن
إلومينيشن للترفيه (بالإنجليزية: Illumination Entertainment) هي شَرِكَةُ إنتاجِ أفلام مُحرَّكَة حاسوبيّاً أمريكيّة، أنشأها كريس ميليداندري في عامِ 2007 وتُعتَبَرُ شركةً تابِعَةً لـيونيفرسل ستوديوز حيث أنّها تُمَوِّلُها ويَقَعُ مَقرُّها في سانتا مونيكا بولاية كاليفورنيا الأمريكيّة. عُرفَت الشَرِكَة من خَلالِ إنتاجِها أولى أفلامِها في 2010 أنا الحقير الذي لَقيَ نجاحاً عالميّاً واستِحسانَاً من النُقّاد. ثُمَّ في 2013 أصدَرت الجزء الثاني لذات الفيلم الذي حَظيَ باستحسانٍ أيضاً، ووصلت إيراداتُ فيلمها الثالث والذي يحكي عن المخلوقاتِ الصفراء التي ظهرت في الجُزئَين الأوَلَيْن لأكثَر من مليار دولار.

## تاريخُ الشَرِكَة
تَرَكَ كريس ميليداندري عَمله السابقَ في أوائِل 2007 في شَركةِ تونتيث سينتشوري فوكس أنميشن التابِعَة لِشَرِكَةِ تونتيث سينتشوري فوكس حيثُ كان يَعمَلُ هُناك كَمُنتِجٍ تنفيذيّ للأفلام، وأبرَزُ ما عَمِلَ عليه وقتَها سلسلة أفلام العصر الجليديّ بِجُزْأيه الأوّل والثاني والرِجال الآليين وألفين والسناجب وهورتن يسمع هووو!. من ثُمّ بعدَ تَركِه لِعَمله أنشَأَ شَرِكَتَه إليمونيش للترفيه المُختَصّة بإنتاج أفلامٍ مُحرَّكَة حاسوبيّاً. بِحُلولِ 2008 عَقَدَ كريس صفقةً مع NBC Universal لإنتاجِ فيلم أو اثنين كُلَّ سَنَةٍ ابتِدائاً من 2010. وقَد مَلَكتها شَرِكَة يونيفرسل ستوديوز لتوزيع أفلامها إلّا أنّ إليمونيش للترفيه ما زالت تُعتَبَرُ شَركةَ إنتاجٍ مُستَقلّة. وفي صيفِ 2011، استحوَذَ قِسمُ التحريكِ الحاسوبيّ في الشركة على استديوهات Mac Guff الفرنسيّة للتأثيراتِ البصريّة وكوّنَا مَعاً شرِكَة Illumination Mac Guff.

## المشاريع
أولى أفلامِ الشركة كان أنا الحقير من بطولة ستيف كارل وقد صَدَر في 9 يوليو 2010 ولَقِيَ نجاحاً كَبيراً بإيراداتٍ بلغت 56 مليون دولار خِلالَ الأسبوعِ الأول في الولايات المُتّحدة، ثُمّ وصلتْ الأرباح لـ251 مليون دولار في شُبّاك التذاكر الأمريكي و543 مليون دولار عالميّاً. ثُمّ أصدَرتْ الشركة فيلمها الثاني هوب في 2011 من بطول راسل براند وجيمس مارسدن وحَصَدَ أرباحاً وصلت إلى 37 مليون دولار خلال الأسبوعِ الأوّل -وهيَ أرباحٌ أكثر بكثير مما كان مُتوقّعَاً- وفي النهايةِ وَصَلتْ الأرباح حتّى 108 مليون دولار أمريكياً و183 مليون دولار عالميّاً. وفي 2012، أفرّجْتْ الشركة عن فيلم لوراكس المبنيّ على إحدى روايات دكتور سوس. ثُمَّ صَدَرَ فيلم أنا الحقير 2 في 3 يوليو 2013 وقُدِّرَتْ أرباحه عالميّاً بـ964 مليون دولار ليون بذلك ثالِثَ أعلا الأفلام رِبْحاً في 2013 ولِكْسِرَ رقماً قِياسيّاً آخر باعتباره أعلا الأفلام رِبحَاً لدى شَرِكَة يونيفرسل ستوديوز.
واصدرت الشركة فيلما خامسا وهو فيلم المينيون الذي يحكي عن المخلوقات الصُفر التي ظهرت في Despicable Me وقد عُرض في يوليو 2015. وحقّق أرباح وصلت لأكثر من مليار دولار. ويَعقُبَه فيلمين اثنين مُحرَّكَيْن حاسوبيّاً أيضاً. الفيلم الأول أُطلِق عليه اسم الحياة السريّة للحيوانات الأليفة (The Secret Life of Pets) والذي عرض في 8 يوليو 2016. وهو من إخراج كريس ريناود ويارو تشيني، ومن بطولة لويس سي.كي. ليؤدي دور كلب الترير ماكس وأريك ستونستريت لتأديَةِ دورَ كلب المونغريل وكيفن هارت لتأديَةِ دورَ الأرنب. يَحكي الفيلم قصّة الكلب ماكس الذي يعيش في مبنىً بـمانهاتن حيث تنقلبُ حياتَه رأساً على عَقب، إذ أنّ مالكه يَجلِبُ كلبَاً آخر للمنزل، وهُناك تبدأ المَشاكِل. كما انضم كُل من هانيبال بروس، وبوبي مونهان، وليك بيل، وايلي كيمبر، وألبرت بروكس لطاقَم التمثيل.
الفيلم الثاني عُنوِنَ باسم أغنية (Sing)، وهوَ فيلمٌ كوميدي كتابة وإخراج غارث جينينغز تم عرض هذا الفيلم في ديسمبر 2016. وهوَ من بطولة ماثيو ماكونهي وريس ويذرسبون. كما تم إنتاجُ جُزءٍ رابع من سلسلة أنا الحقير بعد الجزء الاول والثاني والمينيون وهو أنا الحقير 3 حيث تم عرضه في يونيو 2017 وقد لقي هذا الفيلم نجاحا كبيرا على مستوى التذاكر وقد صنف من بين اعلى 10 افلام رسوم متحركة دخلا.
وفيلم آخر عنوان كيف سرق غرينش عيد الميلاد (How the Grinch Stole Christmas!) المبنيّ على رواية تحمل نفسَ الاسم للدكتور سوس، وسيكونُ من إخراجِ بيت كانديلند ومن المقرّر عَرضُه في نوفمبر 2017.

## قائمة الأعمال

### أفلام روائية
أفلام صادرة
| الرقم | عُنوان الفيلم                    | بالإنكليزية             | تاريخ الإصدار  | الميزانيّة      | الأربَاح           | تقيييم الطماطم الفاسدة | تقييم ميتاكريتيك |
| ----- | ------------------------------- | ----------------------- | -------------- | -------------- | ----------------- | ---------------------- | ---------------- |
| 1     | أنا الحقير                      | Despicable Me           | 9 يوليو 2010   | 69 مليون دولار | 543 مليون دولار   | 81%                    | 72               |
| 2     | هوب                             | Hop                     | 1 أبريل 2011   | 63 مليون دولار | 184 مليون دولار   | 25%                    | 41               |
| 3     | لوراكس                          | The Lorax               | 2 مارس 2012    | 70 مليون دولار | 348 مليون دولار   | 54%                    | 46               |
| 4     | أنا الحقير 2                    | Despicable Me 2         | 3 يوليو 2013   | 76 مليون دولار | 970 مليون دولار   | 74%                    | 62               |
| 5     | المينيون                        | Minions                 | 10 يوليو 2015  | 74 مليون دولار | 1.159 مليار دولار | 54%                    | 56               |
| 6     | الحياة السرية للحيوانات الأليفة | The Secret Life of Pets | 8 يوليو 2016   | 75 مليون دولار | 875.5 مليون دولار | 74%                    | 61               |
| 7     | غَن                              | Sing                    | 21 ديسمبر 2016 | 75 مليون دولار | 590.0 مليون دولار | 73%                    | 59               |
| 8     | أنا الحقير 3                    | Despicable me 3         | 6 يوليو 2017   | 75 مليون دولار | 727.4 مليون دولار |                        |                  |

أفلام قادِمةَ
| عنوان الفيلم                    | التاريخ المُقرّر للإصدار | مَصادِر         |
| ------------------------------- | ---------------------- | ------------- |
| How the Grinch Stole Christmas! | نوفمبر 2018            | [ 14 ] [ 15 ] |
| فيلم غير مُعنوَن                  | يوليو 2018             | [ 16 ]        |
| فيلم غير مُعنوَن                  | يوليو 2019             | [ 16 ]        |
| فيلم غير مُعنوَن                  | يوليو 2020             | [ 16 ]        |

### أفلام قصيرة
| عُنوان الفيلم                                        | تاريخ الإصدار  |
| --------------------------------------------------- | -------------- |
| Home Makeover, Orientation Day and Banana           | 14 ديسمبر 2010 |
| Brad & Gary                                         | 2012           |
| Phil's Dance Party                                  | 23 مارس 2012   |
| Despicable Me: Minion Mayhem                        | 2 يوليو 2012   |
| Serenade, Wagon-Ho and Forces of Nature             | 7 أغسطس 2012   |
| Puppy, Panic in the Mailroom and Training Wheels    | 10 ديسمبر 2013 |
| Cro Minion, Competition and Binky Nelson Unpacified | 8 ديسمبر 2015  |

## روابط خارجية
- إليمونيشن على موقع IMDb (الإنجليزية)